# Ray Chen
Ray Chen (Taipei, 6 marzo 1989) è un violinista australiano.

## Biografia
Nato a Taipei ma cresciuto in Australia, Ray si avvicinò sin da bambino allo studio del violino per poi essere ammesso all'età di 15 anni al Curtis Institute of Music di Philadelphia, dove ebbe modo di studiare con il maestro Aaron Rosand. Nel 2008 partecipa e vince il concorso Yehudi Menuhin Competitions dove viene notato dal violinista Maxime Vengerov, presente all'evento in qualità di membro della giuria, che esprime un giudizio positivo sul giovane Chen, mentre nell'anno successivo vince il concorso Queen Elisabeth. Nel 2010 firma con la casa discografica Sony, con la quale pubblicherà 3 album registrando vari concerti per violino, tra cui il Concerto per violino e orchestra di Čajkovskij e il Concerto per violino e orchestra op. 64 di Mendelssohn. Nel corso degli anni si è esibito come solista con diverse orchestre come la London Philharmonic Orchestra, la National Symphony Orchestra, la Filarmonica della Scala e la Los Angeles Philharmonic Orchestra.
Nel 2012 si è esibito all'annuale concerto in occasione delle assegnazioni del Premio Nobel, suonando il Concerto per violino in sol minore di Max Bruch con la Royal Stockholm Philharmonic Orchestra.
Nell'aprile 2016 è stato il più giovane giurato in assoluto del concorso internazionale Yehudi Menuhin per giovani violinisti a Londra, con Pamela Frank, Joji Hattori, Martin Engstroem, Ning Feng, Julia Fischer, Dong-Suk Kang, Tasmin Little e Jeremy Menuhin. L'anno successivo firma un contratto discografico con la Decca Classics
Nel 2021 ha collaborato con Sting nella realizzazione di un brano per la colonna sonora di Arcane, serie animata Netflix.
Chen è anche noto sui social media, dove condivide contenuti inerenti al repertorio violinistico e alla pratica dello strumento in chiave comica.

## Strumenti
Chen suona un violino Stradivari, il "Joachim" del 1715, in prestito dalla Nippon Music Foundation. Questo strumento era appartenuto al famoso violinista ungherese Joseph Joachim.

## Discografia
- 2010 - Stravinsky: Diversions, musiche per violino e pianoforte (con Timothy Young)
- 2011 - Virtuoso
- 2012 - Tchaikovsky, Mendelssohn: Concerti per violino
- 2014 - Mozart: Concerto per violino K216 e K218; Sonata per violino K305 (con Christoph Eschenbach e la Schleswig-Holstein Musik Festival Orchestra)
- 2016 - Ravel: Complete Orchestral Works (con Yuja Wang, Lionel Bringuier e la Zurich Tonhalle Orchestra)
- 2018 - The Golden Age[9]
- 2020 - Solace[10]
- 2024 - Player 1(con Cristian Măcelaru e la Royal Philharmonic Orchestra)[11]